# Acanthocereus oaxacensis
Acanthocereus oaxacensis es una especie de planta suculenta perteneciente al género Acanthocereus, dentro de la familia Cactaceae. Es endémica del suroeste de México.

## Descripción

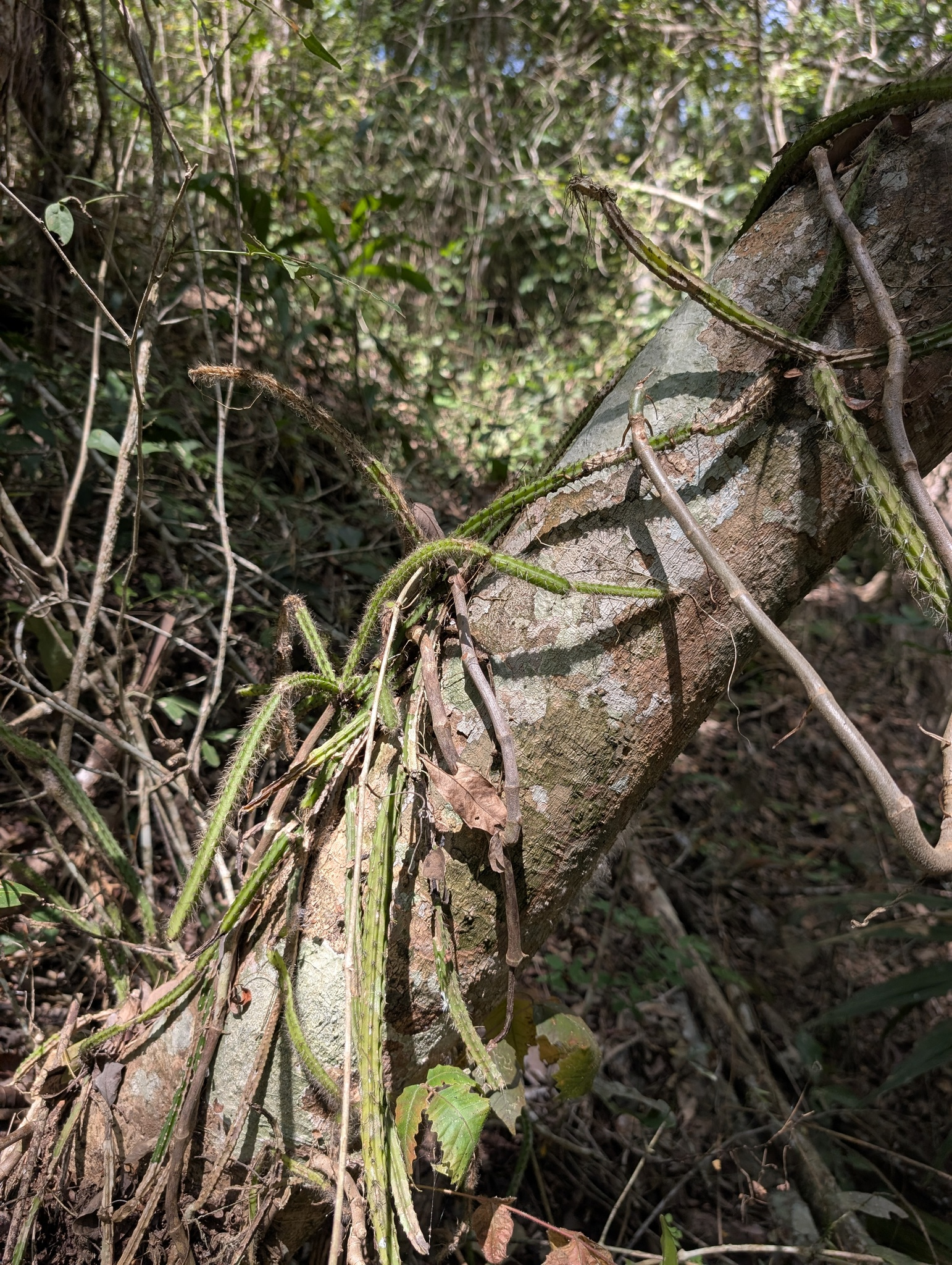
Planta en su hábitat

Acanthocereus oaxacensis es una especie de cactus trepador o rastrero que crece en forma enana, con raíces carnosas y tuberosas. Los tallos son ramificados y miden hasta 50 cm de largo. 
Presenta de siete a once costillas, y las espinas centrales, de 3 a 5 (raramente hasta seis) son de color marrón. En el caso de las espinas marginales, son de ocho a doce (raramente hasta 14), de color marrón y miden de 4 a 15 milímetros de largo.
Las flores son blancas y se abren por la noche. Miden de 8 a 10 cm de largo su pericarpelo está cubierto de densas cerdas de color marrón. Los frutos son alargados, de color púrpura a magenta, con un diámetro de 4 cm.

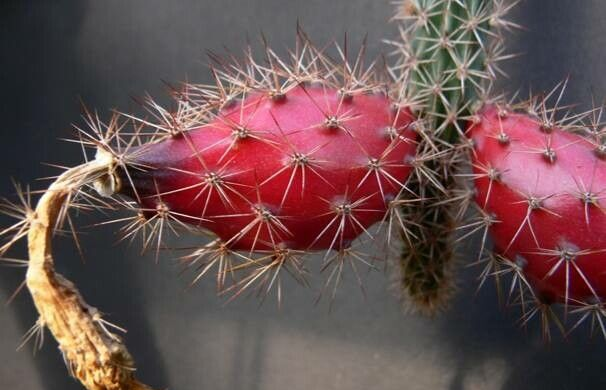
Detalle del fruto

## Distribución y hábitat
El área de distribución nativa de esta especie es México (Oaxaca) y crece principalmente en el bioma tropical estacionalmente seco.

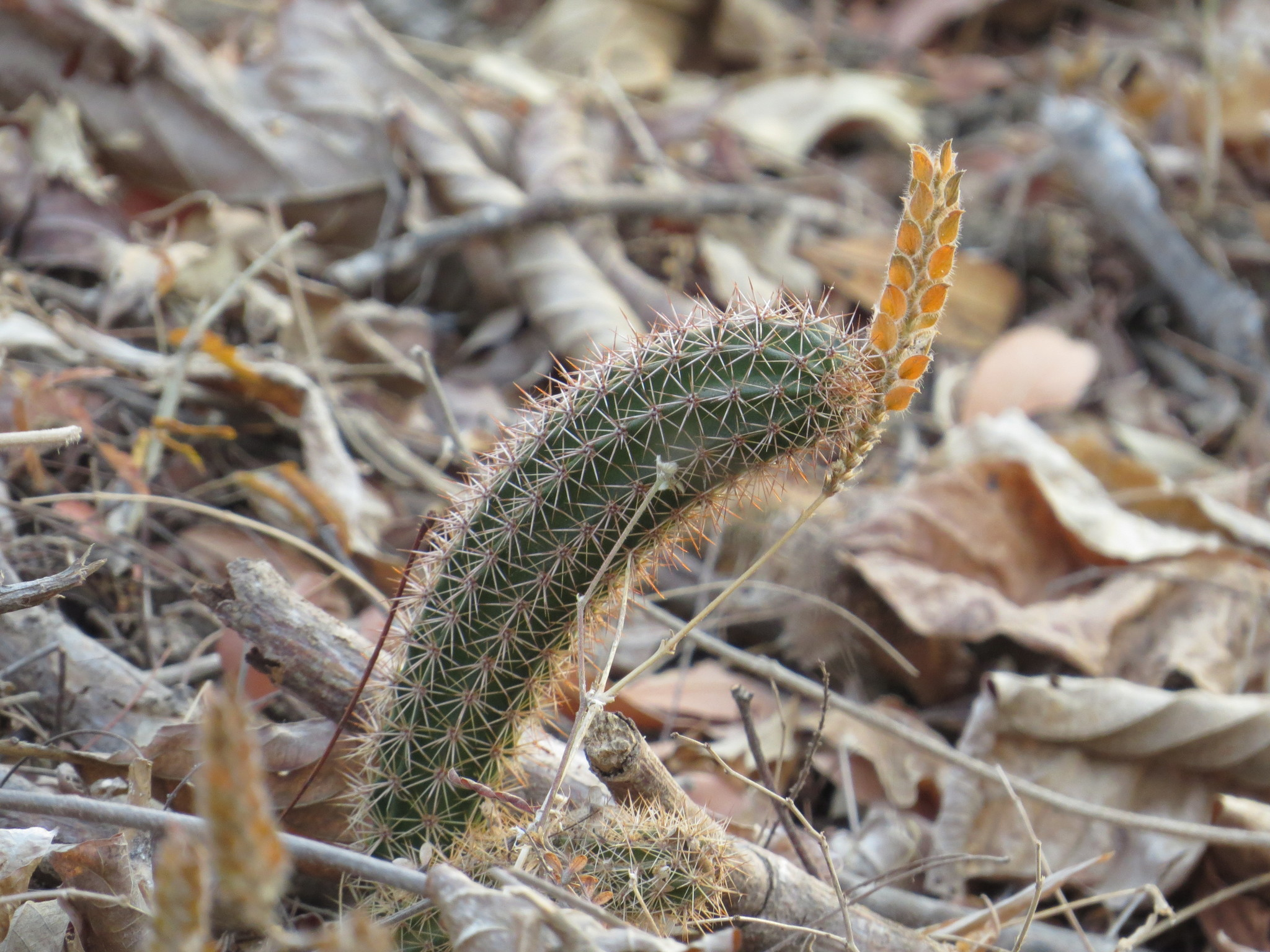
Detalle del tallo

## Taxonomía
La primera descripción de esta especie fue como Nyctocereus oaxacensis, publicada en 1920 por los botánicos estadounidenses Nathaniel Lord Britton y Joseph Nelson Rose en el libro The Cactaceae; descriptions and illustrations of plants of the cactus family 2: 120.
Más tarde, el botánico francés Joël Lodé trasladó la especie al género Acanthocereus, por lo que pasó a llamarse Acanthocereus oaxacensis. Registró estos cambios en la revista científica Cactus-Aventures International 97: 2, publicada en 2013.
Etimología
- Acanthocereus: nombre genérico que deriva de las palabras griegas akantha (que significa 'espinoso') y cereus (que significa 'vela', 'cirio'), haciendo referencia a su forma columnar espinosa.[4]
- oaxacensis: epíteto geográfico que hace referencia al estado mexicano de Oaxaca, lugar donde se describió la especie.[5]

## Estado de conservación
En la Lista Roja de Especies Amenazadas de la UICN , la especie está clasificada como “Vulnerable (VU)”.

## Usos
Se cultiva principalmente como planta ornamental y su propagación se realiza normalmente a través de semillas o esquejes.